# Friedrich Ernst von Zabeltitz
Friedrich Ernst von Zabeltitz (* 14. Februar 1723; † 19. Februar 1773 in Neiße) war ein preußischer Oberst und Chef des Grenadier-Bataillons Nr. 6.

## Leben
1741 kam er als Gefreiter zu dem neuerrichteten Füsilier-Regiment Nr. 38 (Jung-Dohna), bald wurde er Fähnrich und 1750 Seconde-Lieutenant bei den Grenadieren dieses Regiments. Am 10. Juli 1761 wurde er Major des Regiments, im Oktober 1764 erhielt er das Grenadier-Bataillon Nr. 6. Am 20. Mai 1772 wurde er Oberstleutnant, genau ein Jahr später Oberst.
1759 war er als Hauptmann des Infanterie-Regiments Nr. 38 (Zastrow) bei Kunersdorf verwundet worden. Während seiner 35-jährigen Dienstzeit hatte er sich wiederholt hervorgetan und Zeichen des Mutes bei allen Vorfällen an den Tag gelegt. Er starb in Neiße als preußischer Oberst, Chef eines Grenadier-Bataillons, Ritter des Ordens Pour le Mérite im Alter von 50 Jahren am 19. Februar 1773 (auch: 27. August 1773).

## Familie
Christiane Charlotte von der Marwitz († 1788)  verwitwete von Prittwitz lebte als Witwe in Diedersdorf und Rathenow und starb an letzterem Ort.
Sie erhielt nach dem Tode ihres Gemahls durch Kabinetts-Ordre vom 30. August 1773 eine Pension von 200 Talern vom König, was er vorher versprochen hatte.